# Jurong Shipyard
Jurong Shipyard Pte Ltd (JSPL) é uma subsidiária de titularidade da Sembcorp Marine Ltd, uma companhia listada no bolsa de valores de Singapura, e que atua no ramo de engenharia naval desde 1963 ano de sua fundação.
A Jurong Shipyard tem suas origens em 1963, quando a empresa Jurong Shipyard Ltd foi estabelecida como uma joint-venture entre o Governo de Singapura e a empresa japonesa Ishikawajima Harima Heavy Industries Co Ltd (IHI). Hoje, a JSPL é um estaleiro completo, oferecendo serviços como reparo naval, construção naval, conversão naval, construção de aparelhos e engenharia de offshore.

## Brasil
A empresa em 2000 criou uma joint-venture com o Estaleiro Mauá do Rio de Janeiro, dando origem a empresa Mauá Jurong S/A (MJ). A nova companhia além da construção e reparos de navios, tem como especialização a construção de plataformas para exploração de petróleo e gás.
É também proprietária do Estaleiro Jurong Aracruz no Espírito Santo, especializado na fabricação de produtos para a exploração de petróleo e plataformas offshore.